# Gorap (jezik)
Gorap (ISO 639-3: goq), jezik naroda Orang Gorap koji se danas govore u kampongima na otocima Morotai (Pilowo, Waringin) i Halmaheri (Pocau, Diti, Gamkahe, Bartako, Bobane-Igo), Indonezija. Jezikim ima dosta ternatskih i malajskih riječi, a prema njima samima porijeklom su s Celebesa. F.S.A. de Clercq navodi da su s Floresa, Salayera i Butona na ove otoke dovodeni od halmaherskih pirata.
Unutar malajsko-polinezijske porodice jezično su ostali neklasificirani.

## Vanjske poveznice
- Ethnologue (14th)
- Ethnologue (15th)